# Grodzisko Dolne (gmina)
Grodzisko Dolne – gmina wiejska w województwie podkarpackim, w powiecie leżajskim. W latach 1975–1998 gmina położona była w województwie rzeszowskim.
Siedziba gminy to Grodzisko Dolne.
Według danych z 30 czerwca 2004 gminę zamieszkiwało 8177 osób, (ok. 11,80% ludności powiatu), z czego 6 tys. mieszka w Grodzisku (Dolnym, Górnym i Wólce).

## Struktura powierzchni
Według danych z roku 2002 gmina Grodzisko Dolne ma obszar 78,42 km², w tym:
- użytki rolne: 70%
- użytki leśne: 23%

Gmina stanowi 13,45% powierzchni powiatu.

## Historia
Tereny te początkowo wchodziły w skład dóbr jarosławsko-przeworskich, możnego rodu Tarnowskich. W późniejszym czasie Grodzisko należało do Lubomirskich - właścicieli klucza przeworskiego.
Pod koniec XVI wieku z północno-zachodniej części Grodziska wyodrębniła się Wólka Grodziska. Na początku wieku XVIII ze środkowej części wyodrębniło się Miasteczko, które około 1740 roku uzyskało prawa miejskie. Pod koniec XVIII wieku wyodrębniło się Grodzisko Górne, a następnie powstały przysiółki: Krzaki, Podlesie, Zagrody, Chałupki, Zarowie.
W 1786 roku Austriacy podzielili wieś na gromady: Grodzisko Dolne, Miasto, Grodzisko Górne, Wólkę Grodziską. W 1930 roku włączono Miasteczko do Grodziska Dolnego.
W 1779 roku Marcin Lubomirski sprzedał Grodzisko Maciejowi Aleksandrowi Borzęckiemu. W 1787 roku Grodzisko należało już do Michała Drohojowskiego. Następnie właścicielami Grodziska byli Kellermanowie. Na przełomie XIX i XX wieku właścicielką Grodziska Dolnego, Miasteczka, Grodziska Górnego była baronowa Domicela Branhidy, a Wólka Grodziska wchodziła w skład ordynacji Potockich z Łańcuta. Po 1918 roku Miasteczko utraciło prawa miejskie. Ostatnimi właścicielami folwarku w Grodzisku Dolnym byli Irena i Zygmunt Lityński.
1 kwietnia 1930 roku gmina wiejska Grodzisko Miasteczko została zniesiona, a jej terytorium włączono do gminy wiejskiej Grodzisko Dolne. Gmina Wólka Grodziska została zniesiona, a jej terytorium włączono do gminy wiejskiej Grodzisko Górne.
1 sierpnia 1934 roku została utworzona gmina zbiorowa Grodzisko Dolne, w której skład weszły dotychczasowe gminy wiejskie: Chodaczów, Dembno, Grodzisko Dolne, Grodzisko Górne, Laszczyny, Opaleniska, Zmysłówka. Gmina należała do powiatu łańcuckiego.
W 1954 roku na mocy reformy podziału administracyjnego wsi, gmina Grodzisko Dolne została zniesiona, a w jej miejsce utworzono gromady:
- Gromada Dębno – w jej skład weszła dotychczasowa gromada wiejska Dębno.
- Gromada Grodzisko Dolne – w jej skład weszły dotychczasowe gromady wiejskie: Grodzisko Dolne (bez przysiółka Podlesie), Chodaczów, Laszczyny.
- Gromada Grodzisko Górne – w jej skład weszły dotychczasowe gromady wiejskie: Grodzisko Górne, Wólka Grodziska.
- Gromada Zmysłówka – w jej skład weszły dotychczasowe gromady wiejskie: Zmysłówka (bez przysiółków Podbudy i Kasprówka), Opaleniska, część gromady Grodzisko Dolne (przysiółek Podlesie)[10].

1 stycznia 1956 roku gromady te zostały przydzielone do nowo utworzonego powiatu leżajskiego.
1 stycznia 1973 roku na mocy reformy podziału administracyjnego zniesiono gromady, a w ich miejsce odtworzono gminę Grodzisko Dolne, w której skład weszły sołectwa: Chodaczów, Grodzisko Dolne, Grodzisko Górne, Laszczyny, Nowe Grodzisko, Opaleniska, Podlesie, Wólka Grodziska, Zmysłówka.
Naczelnicy gminy:
1973. Stanisław Majka.
1973–1975. Stanisław Krzeszowski.
1975–1977. Jan Pelc.
1977–1983. Zbigniew Ząbczyk.
1983–1989. Marian Gałusza.
1989–1990. Józef Majkut.
Wójtowie gminy:
1990–1997. Zbigniew Rynasiewicz.
1997–2006. Franciszek Krajewski.
2006– nadal Jacek Chmura.

## Sołectwa
| Sołectwo           | Ludność | Sołtys            | Parafia                                | Szkoła            | Geodezyjny identyfikator obrębu ewidencyjnego |
| ------------------ | ------- | ----------------- | -------------------------------------- | ----------------- | --------------------------------------------- |
| Chodaczów          | 562     | Stanisław Wojtyna | Parafia MB Nieustającej Pomocy         | Szkoła podstawowa | 180802_2.0011                                 |
| Grodzisko          |         | Tadeusz Mazurek   |                                        |                   | części Grodziska Dolnego i Górnego            |
| Grodzisko Dolne    |         | Monika Moszkowicz | Parafia św. Barbary                    | Szkoła podstawowa | 180802_2.0012                                 |
| Grodzisko Górne    |         | Monika Ślanda     |                                        | Szkoła podstawowa | 180802_2.0013                                 |
| Grodzisko Nowe     | 739     | Jan Bielecki      | Parafia św. Andrzeja Apostoła          |                   | 180802_2.0012                                 |
| Grodzisko-Podlesie |         | Marzena Czech     |                                        |                   | Podlesie i część Grodziska Górnego            |
| Laszczyny          | 440     | Dariusz Lizak     |                                        | Szkoła podstawowa | 180802_2.0014                                 |
| Opaleniska         | 258     | Stefan Wacnik     |                                        | Szkoła podstawowa | 180802_2.0015                                 |
| Wólka Grodziska    | 731     | Krzysztof Dąbek   | Parafia św. Maksymiliana Marii Kolbego | Szkoła podstawowa | 180802_2.0016                                 |
| Zmysłówka          | 606     | Kazimierz Bechta  | Parafia św. Józefa                     |                   | 180802_2.0017                                 |

## Demografia
Dane z 30 czerwca 2004:
| Opis                              | Ogółem | Ogółem | Kobiety | Kobiety | Mężczyźni | Mężczyźni |
| --------------------------------- | ------ | ------ | ------- | ------- | --------- | --------- |
| jednostka                         | osób   | %      | osób    | %       | osób      | %         |
| populacja                         | 8177   | 100    | 4100    | 50,1    | 4077      | 49,9      |
| gęstość zaludnienia (mieszk./km²) | 104,3  | 104,3  | 52,3    | 52,3    | 52        | 52        |

## Sąsiednie gminy
Białobrzegi, Leżajsk, Tryńcza, Żołynia